# Adeline Rispal
Pour les articles homonymes, voir Rispal.
 (juin 2017).
Adeline Rispal, née en 1955 à Aurillac, est une architecte DPLG et scénographe française vivant à Paris.

## Biographie
Née à Aurillac dans le Cantal, originaire également de Barcelone et des Baléares, Adeline Rispal fait des études d'architecture à l'École nationale supérieure des beaux-arts de Paris, d'où elle sort diplômée DPLG en 1981. Elle intègre l'agence Jean Nouvel de 1982 à 1989 où elle travaille principalement sur la conception et le suivi de la réalisation du bâtiment, puis de la muséographie de l'Institut du monde arabe à Paris.
En 1990, elle cofonde l'agence Repérages avec les architectes Jean-Jacques Raynaud, Louis Tournoux et le conseil en gestion Jean-Michel Laterrade.
À partir de 2000, elle est appelée sur de grands concours internationaux de muséographie : finaliste du Mémorial du 11-Septembre (National September 11 Memorial & Museum) à New York (2007) et du Louvre Abu Dhabi (2008).
En 2010, elle cofonde le Studio Adeline Rispal qui devient en 2021 Ateliers Adeline Rispal.
Adeline Rispal est à l'origine du blogue invisibl.eu lancé en juin 2013 et consacré aux enjeux de l'architecture des expositions.
En 2018, en tant qu'administratrice de l'Association Scénographes, Adeline Rispal lance, avec Jean-Jacques Bravo, le projet de fédération des associations de concepteurs d'expositions. En juin 2019, XPO Fédération des concepteurs d'expositions est fondée, elle en devient présidente. XPO regroupe les acteurs de l’écosystème de l'exposition à travers leurs associations et syndicats. En novembre 2019, XPO est affilié au CINOV dont elle devient administratrice. En mars 2022, la présidence tournante revient à Laurence Bagot de l'association PXN, Producteurs d'expériences numériques, et devient vice-présidente de XPO aux affaires publiques. Elle entre au conseil d'administration de l'Union des scénographes, le syndicat des scénographes de théâtre et d'exposition. Depuis 2024, elle est administratrice aux côtés des 3 co-présidentes Sylvie Carlier (PXN), Fanny Legros (Karbone Prod) et Stéphanie Likes (APrévU). 
De 2019 à 2021, elle est membre de la Mission de préfiguration du musée-mémorial du terrorisme, sous la présidence d'Henry Rousso. 
En 2022, elle fonde la société de direction artistique et d'écodesign Invisibl.eu.

## Principales réalisations
- Muséographie de l'Institut du monde arabe (1981-1987)[2] au sein de l'agence Jean Nouvel
- Muséographie de l'Historial de la Grande Guerre - Péronne - France (1992)
- Musée d'Histoire de la ville de Luxembourg - Grand Duché du Luxembourg (1996) (1, 2, 3)[5]
- Musée de l'Abbaye de Stavelot - Belgique (2002)
- Musée d'Orsay : rénovation de l'accueil, des espaces commerciaux et d'expositions temporaires (2001/2004) (4)
- Musée de la Musique: rénovation muséographique partielle (2008)
- Musée de l'Armée / Département moderne - Hôtel national des Invalides - Paris - France (2009)[6]
- Musée Bréguet - Zürich - Suisse (2010)
- Muséographie du musée d'At-Turaif - Riyadh - Ad’Diriyah Museum- Royaume d’Arabie saoudite (2010 - 2016) (10) 2019 Grand Design Award AIA Baltimore Excellence in Design Awards avec les architectes Ayers Saint Gross (U.S.A.)
- Muséographie du musée des civilisations de l'Europe et de la Méditerranée[6] - Marseille - France (2011-2013), nommée aux FX International Interior Design Awards 2013, Londres, U.K..(13, 14, 15), Prix du musée du Conseil de l'Europe 2015
- Muséographie du musée d'Histoire de Marseille - France (2011-2013) (16)
- Scénographie du Pavillon de la France - EXPO 2015 - Milan - Italie (2014-2015) (17)
- Exposition "Laboratoire d'Europe. Strasbourg 1880-1930", musée d'art moderne et contemporain de Strasbourg, musée des Beaux Arts de Strasbourg, musée zoologique de Strasbourg (sept 2017- fév 2018).
- Scénographie du Musée savoisien à Chambéry (2015-2023)[7].
- Scénographie de la cité des Vins et Climats de Bourgogne à Mâcon et Chablis (2018-2023)[6].
- Muséographie du FRAC Auvergne à Clermont-Ferrand (2018-2024)[8].
- Centre National du Costume de Scène (CNCS) à Moulins - Extension dédiée à la scénographie théâtrale - Réhabilitation architecturale et scénographie (2017-2023)
- Aménagements muséographiques et scénographie du musée de la Reconstruction d'Agadir - Maroc (2018-2023)[6],[9]
- Aménagements scénographiques et artistiques de certains espaces des bâtiments du Conseil de l'Union européenne à Bruxelles à l'occasion de la Présidence française de janvier à juin 2022[10]
- Aménagements muséographiques et scénographie du musée Dobrée de Nantes (2017-2024)[11]
- Aménagements muséographiques et scénographie du Musée universel du Vin à Pékin (études 2019-2023)
- Aménagements muséographiques et scénographie du muséum d'histoire naturelle de Lille (phase études 2022-2024)
- Aménagements muséographiques et scénographie du musée Beauvoisine à Rouen (études 2023-2024)
- Aménagements muséographiques et scénographie du musée de la Bank Al Maghrib à Rabat (direction artistique 2024-2025)
- Assistance scénographique pour la Maison George Sand et Alexandre Manceau à Gargilesse-Dampierre (conseil 2025).

## Distinctions, nominations
- Depuis 2014 : membre du Haut Conseil des musées de France[12]
- Médaille d'argent 2014 de l'Académie d'architecture, Fondation 1977[13]
- Depuis 2015 : membre titulaire de l'Académie d'architecture[14]
- 2015 :  Chevalier de l'ordre du Mérite agricole en raison de Service exceptionnel rendu à l’agriculture dans le cadre de l’Exposition Universelle - Expo 2015 - Milan - Italie.
- Depuis 2019 : membre de la Mission de préfiguration du musée-mémorial du terrorisme[15], depuis 2021, expert bénévole auprès du GIP Musée-mémorial du Terrorisme.
- 2022 :  Chevalier de la Légion d'honneur[16]
- 2022 : Mention spéciale Prix Femme architecte[17].

## Publications
- Nasschaert, L., Rispal, A., Groscarret, H., « L’écoconception des expositions (1/2). Dynamiques et freins », « L’écoconception des expositions (2/2). Les futurs désirables », OCIM, 2024.
- « Du côté des musées », dans Jérôme Saltet et Claire Héber-Suffrin (sous la direction de) André Giordan, chercheur, passeur de savoirs, pédagogue, citoyen engagé, niçois passionné, "patientologue", p.119-127, Chronique sociale, 2024 (ISBN 2367179816)
- « Le projet scénographique », in Mounya Nejjar et Naoual Chaoui, Le musée de la reconstruction d’Agadir, p.16-19, Éditions La Boîte à Culture, Rabat, 2023.
- « L’approche durable de l’exposition », in Bulletin de l’AMCSTI, 2021.
- « The ‘Caring Museum’, a New Proposal for an Inclusive Museum », dans Timothy Verdon (sous la direction de) Museology & Values. Art and human dignity in the 21st century, Brepols Publishers, 2020.  (ISBN 978-2-503-58325-9)
- « La scénographie des bibliothèques (et) musées à l’ère du numérique », dans Nathalie Simonnot et Rosine Lheureux (sous la direction de), Architectures et espaces de la conservation 1959 - 2015 - Septentrion, 2018.  (ISBN 978-2-7574-2072-0)
- « Les seuils de l'espace de l'art », dans Jacqueline Bergeron et Marc Cheymol (dir.), Rencontres d'un seuil à l'autre, Erasmus Expertise, Éditions des archives contemporaines, 221-235, 2017  (ISBN 9782813002358)
- « La scénographie du musée d’Histoire de Marseille », L’ami de Musée no 47, 2014,  (ISSN 0991-773X)
- « La scénographie du musée d’Histoire de Marseille », Marseille no 243, 2013,  (ISSN 0995-8703)
- « La scénographie de la Galerie de la Méditerranée du MuCEM », in Marseille no 241, 2013   (ISSN 0995-8703)
- « Architecture et muséographie de quelques musées de guerre », dans Becker, A. et Debary, O., Montrer les violences extrêmes, 243-266, Creaphis Éditions, 2012,  (ISBN 978-2-35428-061-1)
- « The object in history museums, mediator for the invisible », Actes du colloque ICMAH Shanghai 2010, Original, copy, fake; on the significance of the object in History and Archaeology Museums, 103-117, ICMAH-ICOM, 2014, http://network.icom.museum/fileadmin/user_upload/minisites/icmah/publications/Actes-Shanghai-complet2.pdf
- « L'architecture et la scénographie comme médiation sensible », dans Mariani, A., Muséologies, Les cahiers d'études supérieures, 3 (2), 2009, 90-101, Montréal, Université du Québec,  (ISSN 1718-5181)
- « La muséographie des musées d’histoire, un 'art de la mémoire' », dans Histoire d’objets, objets d’histoire, 2006, 67-81, Lyon, Les rencontres de Gadagne,  (ISBN 978-2-901 307-32-7)
- « La muséographie de l'Historial de la Grande Guerre », dans Marie-Hélène Joly, Thomas Compère-Morel, Des musées d'histoire pour l'avenir, 1998, 177-182, Noésis,  (ISBN 2-911606-17-5)